# 中国人民解放军军事科学院军队政治工作研究院
中国人民解放军军事科学院军队政治工作研究院，位于北京市，是中国人民解放军军事科学院的研究院之一。

## 沿革
1958年，中国人民解放军军事科学院成立。此后组织编制经多次调整，到1966年上半年，设有战争理论研究部、战术研究部、战史研究部、外国军事研究部等4个研究部。1993年后设有战略、战役战术、军制、军事历史、军事百科、外国军事等研究部。其中1978年下半年批准军事科学院成立军制研究部。2013年1月4日，军事科学院举行军事历史和百科研究部成立大会，该部成为军事科学院下辖的5个正军级学术研究部之一。2017年改革前，军事科学院设有战争理论和战略研究部、作战理论和条令研究部、军事历史和百科研究部、世界军事研究部、军队建设研究部。
2009年2月6日，中国人民解放军军事科学院军队政治工作研究中心在北京揭牌。中央军委委员、中国人民解放军总政治部主任李继耐发来贺信。军事科学院院长刘成军、政委刘源为该研究中心成立揭牌。
2017年7月19日，新调整组建的军事科学院、国防大学、国防科技大学成立大会暨军队院校、科研机构、训练机构主要领导座谈会在北京八一大楼举行，中共中央总书记、国家主席、中央军委主席习近平向军事科学院、国防大学、国防科技大学授军旗、致训词，出席座谈会并发表讲话。新调整组建的军事科学院成立了中国人民解放军军事科学院军队政治工作研究院，成为军事科学院8个研究院之一。

## 历任领导
| 军事历史研究部部长 - 韩练成 中将（1958年—1961年，战史研究部部长） - 钟期光 上将（1961年1月—1962年7月，副政治委员兼战史研究部部长） - 赖光勋 少将（1962年7月—1970年，战史研究部部长） - 丁永年（1972年2月—1978年） - 江含章（1978年—1980年，战史研究部部长） - 张一民（1980年12月—？，战史研究部部长） - 沈宗洪 少将（？—1989年，军事历史研究部部长） - 王道平 少将（1989年—1995年7月，军事历史研究部部长） - 林登泉 少将（1995年7月—2001年7月，军事历史研究部部长） - 王福成 少将（2001年7月—2004年12月，军事历史研究部部长） 军事百科研究部部长 - 陈天桂 少将（1985年3月—1990年7月） - 郭树元 少将（1990年6月—1991年6月逝世） - 许忠敬 少将（1991年6月—1992年10月） - 贺捷生 少将（1993年2月—1995年） - 李玉 少将（1995年7月—1997年11月） - 李正全 少将（1997年—？） - 刘继贤 少将（？—2003年） 军事历史和百科研究部部长 - 曲爱国 少将（2013年1月—2017年7月） | 外国军事研究部部长 - 宋时轮 上将（1958年—1962年7月，副院长兼） - 刘静海 少将（1962年7月—1970年） - 刘坚（？—？） - 栗亚（1978年2月—？） - 王前 中将（？—1988年） - 王振西 少将（1988年2月—1990年4月） - 潘俊峰 少将（？—？） 世界军事研究部部长 - 闵振范 少将（2003年—2007年） - 赵丕 少将（2007年—2011年） - 王卫星 少将（2011年—？） |

| 军制研究部部长 - 唐炎（？—？） - 李文瑞 少将（？—1990年） - 蒋仲安 少将（1990年—？） - 雷渊深 少将（？—1993年） - 沈雪哉 少将（1993年—1999年） 军队建设研究部部长 - 刘继贤 少将（2003年11月—2005年） - 张东辉 少将（2005年—2008年） - 胡光正 少将（2008年—2012年） - 齐三平 少将（2012年—2014年） - 陈奇 少将（2014年—2017年） | 军队政治工作研究中心主任 - 刘茂杰 少将（？—2017年） |

### 军队政治工作研究院
| 院长 - 沈志华（2017年7月—） 副院长 | 政治委员 - 崔连杰（2018年—） 副政治委员 |